# John-Orwar Lake

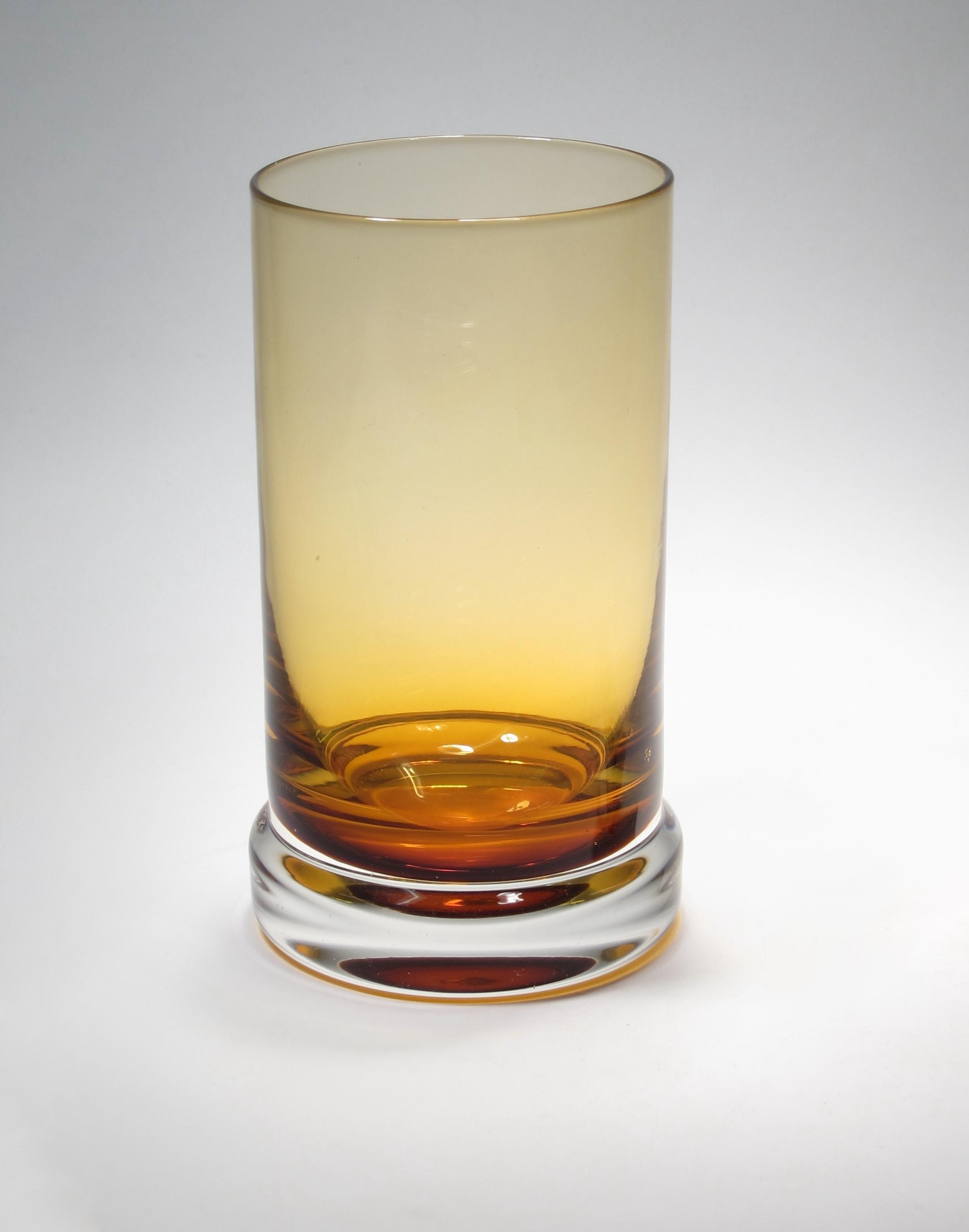
Glas formgivet av John Orwar Lake 1960 för Ekenäs glasbruk

John-Orwar Lake, född 11 juni 1921 i Helsingfors, död 2007, var en finlandssvensk keramiker, glaskonstnär, formgivare och bildkonstnär.
Han var son till civilingenjören John Gustav Lake och Helena Anastasia Chylewska och från 1956 gift med Märta Fredrika Berglund. Lake studerade vid Konstindustriella läroverket i Helsingfors 1944–1947 och vid Fria målarskolan i Helsingfors 1945–1947 samt vid Lena Börjesons skulpturskola 1947–1948 och skulptur vid Kungliga Konsthögskolan i Stockholm 1948–1949. Han etablerade en egen keramikverkstad som han drev 1950–1953. Han knöts 1953 till Ekenäs glasbruk där han var verksam som formgivare fram till 1976 samt med några föremål för Eda glasbruk. Han ställde ut separat med sina keramikföremål i Stockholm och Göteborg. Han deltog i ett flertal samlingsutställningar och han medverkade med glas vid en utställning i Karlstad 1953 och med keramik-glas i Linköping 1954, med glas på Nationalmuseum 1954 och med glas i de Europeiska glaskonstnärernas utställning i New York 1955 samt på H 55 i Helsingborg 1955. Som keramiker har han arbetat med prydnadsföremål i lera och som glaskonstnär med prydnadsserviser och hushållsglas samt några offentliga utsmyckningar. Vid sidan av sitt eget var han bildlärare vid Konstfackskolan i Stockholm. Lake är representerad vid Nationalmuseum, Jönköpings läns museum, Smålands museum och vid Smithsonian Institute i Washington.